# دين سيويل
دين سيويل (بالإنجليزية: Dean Sewell)‏ (مواليد 13 أبريل 1972) هو لاعب كرة قدم. يلعب مع منتخب جامايكا لكرة القدم. سبق له أن لعب في كأس العالم لكرة القدم مع منتخب بلاده.

## روابط خارجية
- دين سيويل على موقع الاتحاد الدولي (مؤرشف)  (الإنجليزية)
- دين سيويل على موقع قاعدة بيانات كرة القدم.إي يو (الإنجليزية)
- دين سيويل على موقع ناشيونال فوتبول تيمز (الإنجليزية)
- دين سيويل على موقع Soccerway.com (الإنجليزية)